# M2-F2
M2-F2
- 用途：実験機
- 分類：リフティングボディ機
- 製造者：ノースロップ
- 運用者：NASA
- 初飛行：1966年7月12日（初の滑空試験）
- 生産数：1機
- 退役：1967年5月10日（事故により大破）
- 運用状況：M2-F3へ改装

M2-F2は、1960年代半ばにNASAのエームズ研究所とラングレー研究所の研究に基づいて製作されたリフティングボディ機である。機体の製造はノースロップによって行われ、1966年に完成した。本機は半木製グライダーであったM2-F1の後継機であり、名称もそれにちなんでいるが、機体は全金属化されて強力なロケットを搭載していた。試験中の事故によって大きく破損するものの、その後M2-F3として改修され再び試験に供されることとなる。

## 開発
リフティングボディの有効性を実証するために製作されたグライダーであるM2-F1の成功を受けて、NASAのエームズ研究所とラングレー研究所はさらなる研究を進めた。M2-F1の残したデータを分析した後、NASAは新たにM2-F2とHL-10の2機のリフティングボディ機を開発、製造することを決定した。M2-F2はM2-F1の外形をほぼそのまま踏襲していたが、HL-10はラングレー研究所が新たに考案した機体形状を採用していた。製作はいずれもノースロップによって完遂された。
1966年3月23日にM2-F2の最初の飛行が行われたが、この時はB-52に終始曳航されたままであった。初の滑空飛行は1966年7月12日にM2-F1のテストパイロットも務めたミルトン・トンプソン(en:Milton Orville Thompson)によってなされた。この際、本機を翼下に懸吊できるように改修されたNB-52B（超音速ロケット実験機X-15の母機として使われていたもの）を用いて高高度まで到達した。そして高度約13,700mから滑空を行い、滑空速度は最高約720km/hを記録した。

## 着陸事故

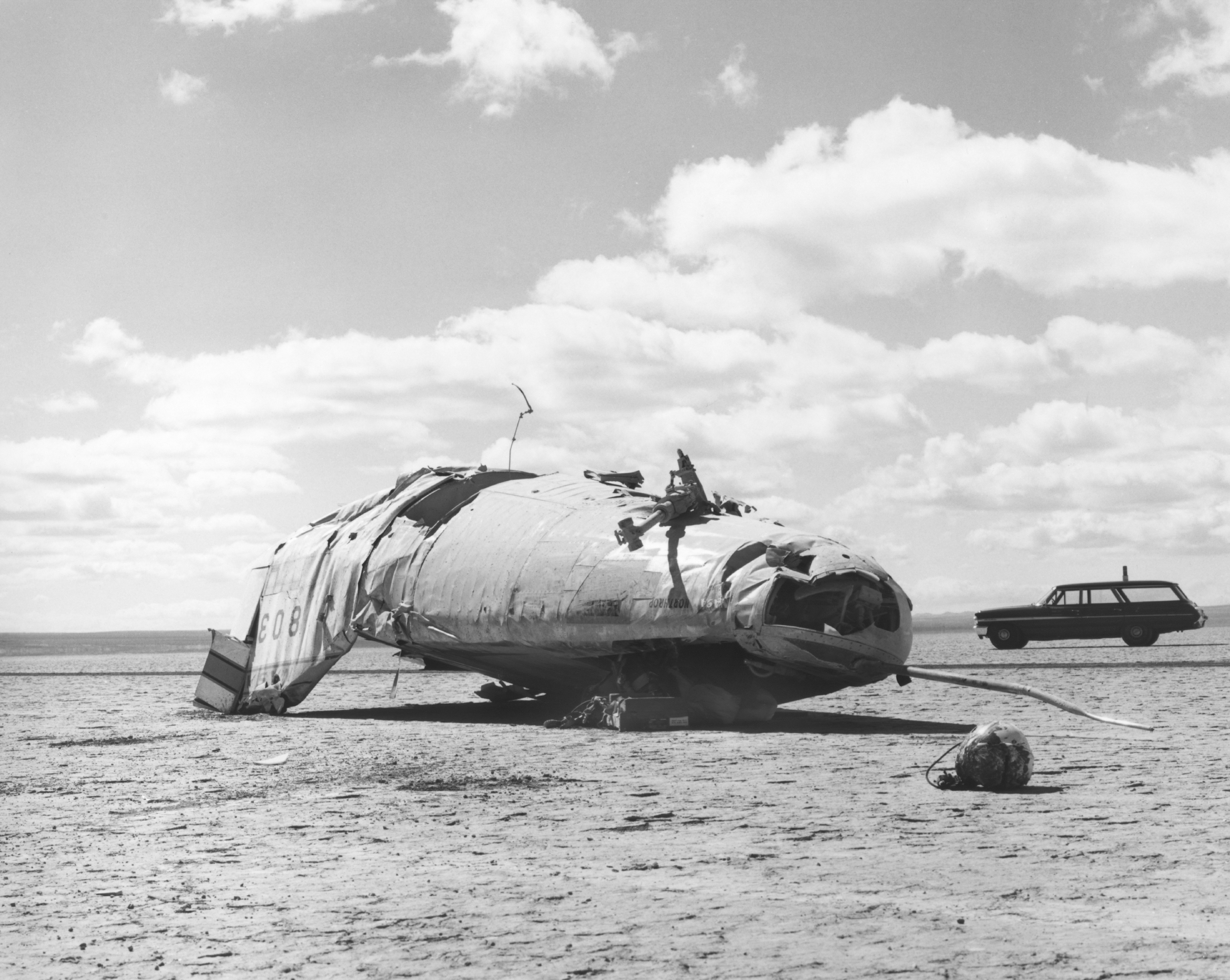
制御不能に陥った後、着陸に失敗して大破したM2-F2。

M2-F2の強力なロケットエンジン（X-1にも搭載されたXLR11）を用いた動力飛行のための事前準備として滑空飛行が何度も行われた。これらの試験飛行を行ったのは、ミルトン・トンプソン、ブルース・ピーターソン(en:Bruce Peterson)、ドン・ソーリエ(Don Sorlie)、ジェリー・ジェントリー(Jerry Gentry)の4人のテストパイロットであった。
最後の滑空飛行となるべく1967年5月10日に実施された16回目の試験では災厄に見舞われることとなった。この時のパイロットであったブルース・ピーターソンの操縦する機体は着陸間際にパイロット誘導振動（PIO）に陥ってしまった。機体は左右にダッチロールを繰り返し、なんとか機体の体勢を回復させたものの、ピーターソンは自機が付近を飛行していた救難ヘリと衝突する軌道を取ってしまっていることに気づいた。ピーターソンは慌てて回頭したが、機体はそのまま横滑りしつつ基地に隣接したロジャー湖(Rogers Lake)の干上がった湖底に向けて降下していった。その方向の湖底には高度を確認しやすいようにつけられたマーキングがなく、着陸が非常に困難であった。ピーターソンは揚力を増大させるためにロケットに点火したが、降着装置が完全に下がってロックされる前に地面に衝突し、機体の破片を撒き散らしつつ6回横転した後、ひっくり返ってやっと静止した。ピーターソンは辛うじて機体から救出され、基地病院に搬送された。さらにその後マーチ空軍基地(en:March Air Reserve Base)付属病院を経て緊急にUCLA病院へ移送された。生存を絶望視させる衝突だったにもかかわらず奇跡的に彼は回復したが、ブドウ球菌に感染し右目の視力を失うという代償を負った。なお、着陸時に機体が破砕されていく様子を捉えたショッキングな映像の一部は1973年のSFテレビ映画作品『600万ドルの男』で使用され、その後のテレビシリーズではオープニング映像として流用されている。
M2-F2は機体の安定性を向上させるような制御システムを備えていたものの、NASAのパイロットと研究者は機体の横方向の安定性の欠如が事故を引き起こしたのだという結論に至った。事故後、M2-F2はドライデン飛行研究所で修理・改修されてM2-F3として生まれ変わることになる。安定性増大のため、M2-F3では3枚目の垂直尾翼が左右2枚の尾翼の間に取り付けられた。この事故の教訓は他のリフティングボディ機の設計にも活かされ、M2-F2は初の全金属製の機体としてその後の研究・開発のための確固とした基盤を築いた存在となった。

## 性能諸元
- 乗員：1 名
- 全長：6.76 m
- 全幅：2.94 m
- 全高：2.89 m
- 翼面積：14.9 m2
- 空虚重量：2,095 kg
- 正規重量：2,722 kg
- 最大離陸重量：3,395 kg

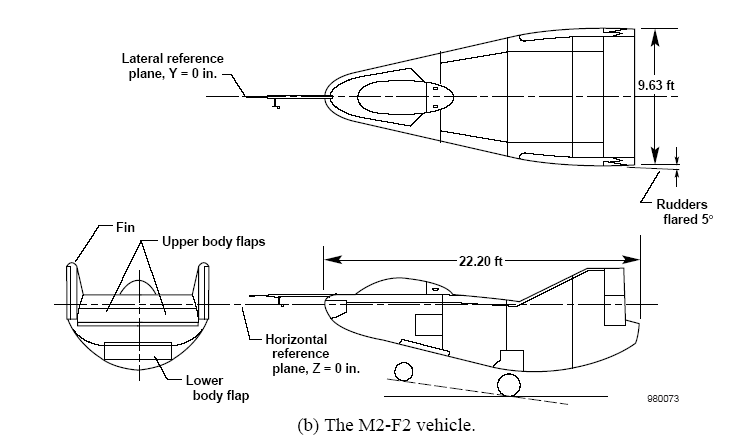
M2-F2の三面図

- エンジン：リアクション・モータース製 強化型XLR-11 （4燃焼室付き液体燃料ロケット）
  - 推力：36 kN
- 最高速度：750 km/h
- 航続距離：16 km
- 実用上昇限度：13,700 m
- 推力重量比：1.3